# Suelen Arrigo
Suelen Chaves Guimarães Arrigo (São Paulo, 28 de fevereiro de 1988), conhecida como Suelen Arrigo, é uma modelo, youtuber, apresentadora de televisão e personal stylist brasileira. É conhecida no mundo da moda por seus trabalhos com grandes marcas, além de campanhas publicitárias.
No YouTube, Suelen criou seu canal em 2018, chegando a 10 mil inscritos em menos de um ano. No canal, quadros como “Ser Estilosa Gastando Pouco”, “Estilo em Todas as Idades” e “Moda Plus Size” evidenciam a pluralidade e acessibilidade do canal para o público. Além de dicas de moda, a influenciadora também criou um método de ensino para o autoconhecimento na moda chamado “Imersão à Moda e Autoestima”.

## Biografia e carreira
Suelen Arrigo nasceu em São Paulo, mas mudou-se para Maringá com 9 anos. Com apenas 16 anos, voltou para São Paulo a convite da agência Daphne Model Agency, deixando sua família em Maringá. Em pouco tempo, expandiu sua carreira para o mercado internacional ao mudar-se para a Ásia. Aos 19 anos, mudou-se para Milão para trabalhar com grandes marcas internacionais. De volta a São Paulo, Suelen foi requisitada por marcas conceituadas dentro e fora do pais. Além disso, fez filmes publicitários para marcas requisitadas.
Enquanto trabalhava como modelo, Suelen entrou na área da comunicação fazendo cursos de apresentação em teleprompter e radialista com Celso Cardoso e especializações em jornalismo. Ela se formou em marketing no Centro Universitário das Faculdades Metropolitanas Unidas (FMU), ampliando seu conhecimento na área de comunicação. Essa transição de modelo para comunicadora aconteceu organicamente quando recebeu a proposta para apresentar quadros de moda semanais no programa Mulheres, da TV Gazeta, apresentado por Regina Volpato. Já apresentou quadros semanais de moda na Rádio ACB, no programa Papo da Tarde, com Laércio Maciel, e hoje está na Rádio Nove de Julho aos sábados pela manhã, dentro do programa Prazer em Conhecê-lo, com Neto Brancato.